# Сін-іддінам
Сін-іддінам — цар Ларси, Шумеру й Аккада.

## Правіління
Завершив відновлювальні роботи, які розпочав його батько після катастрофічного розливу Тигра і Євфрату.
Вів успішні війни з Вавилоном. Намагаючись поширити свою владу на північні райони й долину річки Діяли, Сін-іддінам захопив міста Ібрат і Малгіум, а також розграбував землі й поселення царства Ешнунни. Сін-іддінам також знову повернув під свою владу Ніппур.